# Dennis Rader
Dennis Lynn Rader (Pittsburg, 9 de marzo de 1945) es un asesino en serie estadounidense, convicto por los asesinatos de diez personas en Wichita, condado de Sedgwick, Kansas, entre 1974 y 1991.
Sus alias más conocidos eran Asesino BTK o Estrangulador BTK, letras correspondientes a Bind, Torture and Kill (‘atar, torturar y matar’), que describían su modus operandi.
Poco después de los asesinatos, escribió algunas cartas enviadas a la policía y a agencias de noticias locales, donde se mofaba de los crímenes y daba detalles precisos de cada asesinato. 
En el 2004, después de muchos años de infructuosa búsqueda, esas cartas impulsaron nuevamente la investigación, lo que llevó a su arresto en el 2005 y subsecuente condena.

## Primeros años de vida
Rader era el mayor de cuatro hermanos, hijos de William Elvin Rader y de Dorothea Mae Cook. Creció en Wichita y asistió a la Riverview School, para luego graduarse de la Wichita Heights High School. De acuerdo a varios reportes y a sus propias confesiones, de niño solía ser cruel con los animales, un síntoma clásico que muchos psicópatas muestran en su infancia. Desde 1965 y hasta 1966 asistió a la Wichita Wesleyan University. Posteriormente, pasó cuatro años (1966-1970) en la Fuerza Aérea de los Estados Unidos, viviendo en Texas, Alabama, Okinawa, Corea del Sur, Grecia y Turquía.
Una vez de regreso en Estados Unidos, Rader vivió en Park City, un suburbio ubicado siete millas al norte de Wichita. Allí trabajó en la sección de carnes del supermercado Leekers IGA, junto a su madre, quien tenía empleo como contable.

## Vida personal
Rader asistió al Butler County Community College en El Dorado (Kansas), donde logró un grado de asociado en Electrónica en 1973. Se matriculó en la Universidad Estatal de Wichita (Wichita State University) en ese mismo otoño. Se graduó de allí en 1979 con un título de grado como Funcionario de Justicia. Se casó con Paula Dietz, una germano-americana, el 22 de mayo de 1971, y tuvieron un hijo y una hija.
De 1972 a 1973, Rader trabajó como ensamblador para la Coleman Company y luego trabajó en 1973 por poco tiempo en Cessna. De noviembre de 1974 hasta ser despedido en julio de 1988, Rader trabajó como agente de seguridad privada para la compañía ADT, encargada de colocar alarmas en locales y comercios.
En 1989, previo al Censo Federal de 1990, Rader trabajó de supervisor en el censo llevado a cabo en el área de Wichita.
En 1991, Rader trabajó para otra compañía encargada del control de animales, zonificación, problemas de vivienda, entre otras tareas. Trabajando allí, los vecinos lo catalogaban como alguien excesivamente entusiasta y estricto; además, fue blanco de quejas, especialmente de una vecina que se quejó de que Rader había sacrificado a su perro sin razón alguna. El 2 de marzo de 2005, el ayuntamiento de Park City despidió a Rader por ausentarse del trabajo y no avisar de su ausencia; el problema era que había sido arrestado siete días antes por los asesinatos.
En el condado de Sedgwick, Rader trabajó tanto en el Departamento de Zonificación como en la Asesoría de Control Animal, donde fue nombrado como miembro en 1996 hasta su renuncia en 1998. Era miembro de una Iglesia Luterana, cercana a su antigua escuela secundaria a donde asistían alrededor de 200 personas. Había asistido allí por 30 años aproximadamente y había sido elegido Presidente de la Congregación. También trabajó como líder en una Organización Scout. El 27 de julio de 2005, después de la detención de Rader, el Juez de Distrito del Condado de Sedgwick, Eric Yost, no esperó los 60 días que exige la ley en estos casos y le ofreció el inmediato divorcio a la esposa de Rader debido a que su salud mental estaba en riesgo. Rader no protestó por el divorcio y el matrimonio de 33 años fue roto. Paula Rader dijo en su petición de divorcio que su condición tanto física como mental había sido adversamente afectada por el matrimonio.

## Detención
En el año 2004, el caso del Asesino BTK estaba archivado; casi no había esperanzas de atrapar a este criminal, por lo que se hizo un "último y desesperado intento" por atraparlo, haciendo exámenes con el ADN extraído de las uñas de algunas víctimas. En este intento, la policía tomó muestras de ADN a miles de hombres que se ofrecían por sentirse estigmatizados incluso por sus familias, quienes a veces creían que eran el Asesino BTK. Con la intención de demostrar no ser asesinos, esos hombres ofrecían sus muestras biológicas para limpiar sus nombres.
Dennis Rader no estaba ni siquiera en la lista de sospechosos de la policía. Empezó a enviar pistas para que lo encontraran en una muestra total de arrogancia. En la última pista que envió preguntó si podrían saber de quién se trataba si enviaba un disquete. La policía ya contaba con ayuda tecnológica: respondieron a través de un diario que enviara el disquete y que no podrían saber quién lo remitía. Rader mandó el disquete con un único archivo. Así, la policía comprobó rápidamente los metadatos del documento de Microsoft Word. En los metadatos, la policía encontró que el que escribía la carta se hacía llamar 'Dennis'. También encontraron una conexión a una Iglesia Luterana. Así, la policía buscó en internet "Lutheran Church Wichita Dennis", textualmente "Iglesia Luterana Wichita Dennis". De esta manera, los investigadores encontraron a su sospechoso, Dennis Rader, diácono luterano.
Sin embargo, debían conseguir más evidencias. Los investigadores sabían que el asesino BTK tenía un jeep Cherokee. Cuando fueron a casa de Rader, había un Jeep Cherokee en su garaje; sin embargo, no era evidencia suficiente para detenerlo, por lo que se le pidió a la universidad donde asistía su hija, que prestara una muestra de sangre, que esta dejó como requisito para ingresar. Se determinó que la muestra de ADN era similar con respecto a la hallada en las escenas de los crímenes.
El 25 de febrero de 2005, Dennis Rader fue arrestado. El 27 de junio de ese año se declaró culpable por los "Asesinatos BTK" y el 18 de agosto de 2005 fue sentenciado a 10 cadenas perpetuas consecutivas (una por cada muerte).
Dennis Rader podrá optar a la libertad condicional después de cumplir 175 años en prisión, es decir, en el año 2180.
Rader evitó la pena de muerte debido a que el estado de Kansas reinstauró esta pena en 1994, tres años después de su último asesinato.

## Asesinatos y víctimas
En 1974, Rader asesina a la familia Otero.
- Joseph Otero. 38 años.
- Julie Otero, esposa de Joseph. 34 años.
- Joseph Otero II, hijo. 9 años.
- Josephine Otero, hija. 11 años.

La familia Otero estaba desayunando cuando Rader tocó a la puerta. Una vez que abrieron, el Asesino BTK les apuntó con un revólver. El padre de familia, Joseph Otero, creía que era un simple robo aunque no fue el caso. Rader les ató uno por uno a las sillas, desde el más fuerte (el padre) hasta él más débil (el hijo pequeño). Después de atarles, Rader torturó psicológicamente a los padres Otero simulando violar a la hija y al hijo de la pareja. Luego, Rader le colocó una bolsa de plástico en la cabeza al señor Otero y la ató a su cuello con una cuerda para que se asfixiara. La segunda víctima fue la madre, con quien se masturbó mientras los niños lo veían, para luego estrangularla ante la mirada de los hijos. En tercer turno fue la niña a quien estranguló con una soga. Cuando era el turno del hijo, Rader notó que el matrimonio seguía con vida por lo que volvió a estrangular a la mujer hasta matarla y puso bolsas de plástico en las cabezas de padre e hijo, quienes murieron asfixiados. Cuando se disponía a escapar de la escena de los crímenes, notó que la niña seguía viva, por lo que la bajó al sótano donde la terminó de matar, estrangulándola. Después se masturbó, por lo que se encontró semen en un muslo interno de la pequeña.
En ese mismo año 1974, Rader atacó de nuevo.
- Kathryn Bright, de 20 o 21 años en ese momento (su hermano fue herido de bala, pero sobrevivió).

Ese 4 de abril de 1974, alrededor de la 1 de la tarde, Kathryn y su hermano Kevin entraron al apartamento de Kathryn. Fueron sorprendidos por un hombre armado que obligó a Kevin a atar a su hermana para luego llevarlo a él a otro cuarto. Cuando Rader intentaba pasar una cuerda por el cuello de Kevin, el joven intentó defender a su hermana y atacar a Rader. En una terrible lucha, el joven Kevin logró darle fuertes golpes al Asesino BTK y pudo alcanzar el revólver del asesino, pero cuando intentó dispararle al estómago, el arma falló. De este modo, Rader lo golpeó y le sustrajo el arma para dispararle dos veces en la cara, luego de sacarle el seguro (motivo por el que Kevin no pudo disparar). Pensando que el joven Kevin había muerto, Rader volvió al cuarto donde estaba la joven Kathryn, y la apuñaló tres veces en el abdomen para luego escapar. Mientras tanto, Kevin estaba (increíblemente) aún vivo y logró arrastrarse hasta la calle, donde un conductor lo llevó al hospital. Cuando la policía acudió al apartamento, Kathryn estaba viva, por lo que la trasladaron también al hospital. Sin embargo, a las 7 PM fue declarada muerta.
Pasarían 3 años hasta un nuevo asesinato, en marzo de 1977.
- Shirley Vian, 26 años.

Esta joven madre de dos niños y una niña pequeños. Fue asesinada en su casa después de que uno de sus hijos abriera la puerta luego de que el asesino, armado llamara a la puerta. Después de entrar, Rader encerró a los tres pequeños en el baño, para minutos más tarde atar y asesinar a la joven madre, estrangulándola con una cuerda. Luego, le colocó una bolsa en la cabeza y se masturbó. Los niños afortunadamente sobrevivieron debido a que (según el propio Rader) sonó el teléfono, algo que espantó al asesino e hizo que escapara.
El 8 de diciembre de ese 1977, Rader volvió a matar.
- Nancy Fox, 25 años.

Poco después de las 9 p. m. de esa noche, Rader entró en el apartamento de la joven, quien no se dio cuenta de que alguien había entrado. Luego de eso, la llevó a la cama donde la amarró y la estranguló con sus propias pantimedias. Su cuerpo fue hallado boca abajo en la cama luego de que a las 8:20 a. m. del día siguiente se recibiera una llamada en la central de Policía alertando del asesinato de la joven. Aparentemente, el propio asesino habría sido el que efectuó la llamada. Se encontró semen en la escena del crimen.
Después de ese asesinato, Rader no mataría nuevamente hasta el 27 de abril de 1985.
- Marine Hedge, 53 años.

Entre la 1 a. m. y las 7 a. m. de ese día, el Asesino BTK atacó a la mujer en su casa y se la llevó. Luego la estranguló con sus propias manos y la abandonó completamente desnuda en un sitio alejado. Su cuerpo no poseía ataduras, pero se encontraron un par de pantimedias cerca.
El 16 de septiembre de 1986, Rader atacó a otra víctima.
- Vicki Wegerle, 28 años.

Esta joven madre de un niño de 2 años fue estrangulada y su cuerpo fue tendido en el suelo de su habitación. Su esposo, abatido por la muerte de su esposa, contrató a un detective privado.
El último asesinato, enero de 1991.
- Dolores Davis, 62 años.

Fue secuestrada en su casa y estrangulada. Su cuerpo fue hallado debajo de un puente.